# Levi Arnold Post
Levi Arnold Post (* 8. Juli 1889 in Stanfordville, New York; † 26. Mai 1971 in Bryn Mawr, Pennsylvania) war ein US-amerikanischer Klassischer Philologe, der sein Leben lang am Haverford College wirkte.

## Leben
Levi Arnold Post studierte am Haverford College, wo er 1911 den Bachelor- und den Mastergrad erreichte. Anschließend vertiefte er seine Studien an der Harvard University, wo er 1912 erneut die Masterprüfung ablegte. 1913 ging er mit dem Rhodes-Stipendium für drei Jahre an die University of Oxford.
Nach seiner Rückkehr arbeitete Post als Latein- und Deutschlehrer am Haverford College. Nach einem weiteren Studienaufenthalt an der Universität Caen (1919) wurde er zum Professor of Greek ernannt. Seit den 20er Jahren veröffentlichte er erste Aufsätze und Übersetzungen griechischer Autoren, die ihm landesweite Anerkennung einbrachten. 1932 erhielt er das Guggenheim-Stipendium, 1947/1948 wurde er als Sather Professor an die University of California, Berkeley, eingeladen. Er war auch Mitglied der American Philological Association, bei der er einige Jahre als Schatzmeister (1935–1939) und als Präsident (1945–1946) wirkte. 1958 trat er in den Ruhestand.
Neben seiner mehr als 40-jährigen Lehrtätigkeit am Haverford College war Post in der philologischen Forschung aktiv. Er galt als bester Kenner der Neuen Komödie (Menander) in den Vereinigten Staaten und erforschte auch die Überlieferungsgeschichte der platonischen Schriften. Nicht zuletzt war er von 1950 bis 1968 Herausgeber der Loeb Classical Library.

## Schriften (Auswahl)
- Thirteen Epistles of Plato. Oxford 1925 (zweisprachige Ausgabe)
- Menander, Three Plays. London/New York 1929
- The Vatican Plato and Its Relations. Middletown (Connecticut) 1924 (American Philological Association Monographs 4)
- From Homer to Menander: Forces in Greek Poetic Fiction. Berkeley/Los Angeles 1951 (Sather Classical Lectures 23)